# Луковец (приток Мены)
Луковец или Булиговка (укр. Луковець, Буліговка) — левый приток Мены, протекающий по Корюковскому району (Черниговская область, Украина).

## География
Длина — 15 км. Русло реки (отметки уреза воды) в нижнем течении находится на высоте 126,3 м над уровнем моря.
Русло на протяжении всей длины выпрямлено в канал (канализировано), шириной 12-16 м и глубиной 2 м. Служит водоприёмником осушительной системы.
Река берёт начало от двух каналов — южнее села Петрова Слобода и восточнее села Кирилловка. Река течёт на юго-восток. Впадает в Мену (на км от её устья) восточнее посёлка Прогресс (на территории бывшего Менского района).
Пойма занята заболоченными участками, лугами и кустарниками, лесом, огородами (в сёлах).
Притоки: нет крупных.
Населённые пункты на реке нет